# Anzeiger der Österreichische Akademie der Wissenschaften, Mathematisch-Naturwissenschatliche Klasse
Anzeiger der Österreichischen Akademie der Wissenschaften, Mathematisch-Naturwissenschaftliche Klasse (abreviado Anz. Österr. Akad. Wiss., Math.-Naturwiss. Kl.) es una revista con ilustraciones y descripciones botánicas que fue editada en Viena desde 1947 hasta 1994, con los números 84-130. Fue precedida por Anzeiger der Akademie der Wissenschaften in Wien. Mathematisch-naturwissenschaftliche Klasse y reemplazada por Anzeiger der Österreichischen Akademie der Wissenschaften. Mathematisch- naturwissenschaftliche Klasse. Abteilung 1, biologische Wissenschaften und Erdwissenschaften.